# Gabriel Beristáin
Luis Gabriel Beristáin (Città del Messico, 9 maggio 1955) è un direttore della fotografia messicano.

## Biografia
Appartenente ad una famiglia coinvolta nell'industria cinematografica messicana, in particolare figlio dell'attore Luis Beristáin, interprete fra l'altro dei film di Luis Buñuel Él e L'angelo sterminatore, abbandona gli studi di ingegneria per dedicarsi a sua volta al cinema, fondando una piccola società per produrre documentari didattici e commercial. Trasferitosi a Londra, dal 1979 al 1982 studia pittura alla National Art Gallery e fotografia cinematografica alla National Film and Television School. Ritornato nell'America Latina, cura le immagini del colombiano Carne de tu carne (1983), film che gli vale il premio per la fotografia al Festival del cinema di Bogotà.
Nel corso degli anni ottanta si dedica alla fotografia di film per la televisione inglese, videoclip musical e commercial. Raggiunge una prima importante affermazione nel 1986 con l'impegnativo lavoro per il biopic Caravaggio diretto dal regista britannico Derek Jarman: il tentativo riuscito di rievocare la "luce caravaggesca" senza rinunciare ad un gusto moderno gli fa conquistare un Orso d'argento al Festival di Berlino. L'anno successivo partecipa al film collettivo musicale Aria, nel quale affianca il visionario Ken Russell.
All'inizio degli anni novanta approda al cinema hollywoodiano, dove comincia a farsi notare con la «sfarzosa fotografia» del mélo L'ultima eclissi (1995) e l'elegante noir Il prigioniero (1997) di David Mamet. Nel 1999 rientra in patria per partecipare al kolossal storico El cometa, candidato a sette Premi Ariel, compreso quello per la miglior fotografia.
Il suo stile, che sintetizza l'«estremismo fiammeggiante della cultura visiva centramericana» e la «stilizzazione della scuola inglese del commercial e del videoclip musicale», negli anni duemila trova espressione soprattutto nel genere horror e d'azione, in film quali Blade II (2002), diretto dal connazionale Guillermo del Toro, dal raffinato impasto cromatico, e The Ring 2 (2005) diretto da Hideo Nakata. 
Nel 2004 appare nel ruolo di se stesso, accanto al regista tedesco Werner Herzog, nel falso documentario Incident at Loch Ness.
Contribuisce come direttore della fotografia aggiuntivo  ai kolossal fumettistici Iron Man (2008) e Iron Man 2 (2010), diretti da Jon Favreau.

## Filmografia

### Cinema
- Carne de tu carne, regia di Carlos Mayolo (1983)
- Christmas Present, regia di Tony Bicât (1985)
- Caravaggio, regia di Derek Jarman (1986)
- Aria, regia di Robert Altman, Bruce Beresford, Bill Bryden, Jean-Luc Godard, Derek Jarman, Franc Roddam, Nicolas Roeg, Ken Russell, Charles Sturridge e Julien Temple (1987)
- Il corriere (The Courier), regia di Frank Deasy e Joe Lee (1988)
- Joyriders, regia di Aisling Walsh (1989)
- Venus Peter, regia di Ian Sellar (1989)
- Killing Dad or How to Love Your Mother, regia di Michael Austin (1990)
- Aspettando la luce (Waiting for the Light), regia di Christopher Monger (1990)
- K2 - L'ultima sfida (K2: The Ultimate High), regia di Franc Roddam (1991)
- Il distinto gentiluomo (The Distinguished Gentleman), regia di Jonathan Lynn (1992)
- Il principe delle donne (Boomerang), regia di Reginald Hudlin (1992)
- Patto di sangue (Bound By Honor), regia di Taylor Hackford (1993)
- Fatal Instinct, regia di Carl Reiner (1993)
- Fiamme di passione (Wide Sargasso Sea), regia di John Duigan (1993)
- Caro zio Joe (Greedy), regia Jonathan Lynn (1994)
- L'ultima eclissi (Dolores Claiborne), regia di Taylor Hackford (1995)
- Ancora più scemo (Trial and Error), regia di Jonathan Lynn (1997)
- Il prigioniero (The Spanish Prisoner), regia di David Mamet (1997)
- Talos - L'ombra del faraone (Tale of the Mummy), regia di Russell Mulcahy (1998)
- El cometa, regia di José Buil e Marisa Sistach (1999)
- Molly, regia di John Duigan (1999)
- Il miglio verde (The Green Mile) (1999) (direttore della fotografia delle sequenze ambientate nel presente)
- Blade II, regia di Guillermo del Toro (2002)
- S.W.A.T. - Squadra speciale anticrimine (S.W.A.T.), regia di Clark Johnson (2003)
- Blade: Trinity, regia di David S. Goyer (2004)
- The Ring 2 (The Ring Two), regia di Hideo Nakata (2005)
- Shaggy Dog - Papà che abbaia... non morde (The Shaggy Dog), regia di Brian Robbins (2006)
- The Sentinel - Il traditore al tuo fianco (The Sentinel), regia di Clark Johnson (2006)
- Invisible (The Invisible), regia di David S. Goyer (2007)
- La notte non aspetta (Street Kings), regia di David Ayer (2008)
- Princess Ka'iulani, regia di Marc Forby (2009)
- And Soon the Darkness, regia di Marcos Efron (2010)
- Ka'iulani: Crown Princess of Hawai'i, regia di Roy Tjioe (2010) - cortometraggio
- There Be Dragons, regia di Roland Joffé (2011)
- Item 47 (2012) - cortometraggio
- Agente Carter (2013) - cortometraggio
- Black Widow, regia di Cate Shortland (2021)
- The Beekeeper, regia di David Ayer (2024)

### Televisione
- Troubles, regia di Christopher Morahan – film TV (1988)
- The Legacy, regia di Jim Gillespie – film TV (2002)
- Exit Strategy, regia di Antoine Fuqua – film TV (2011)
- Magic City – serie TV, 11 episodi (2012-2013)
- The Strain – serie TV, 4 episodi (2014)
- Agent Carter – serie TV, 8 episodi (2015)
- MacGyver – serie TV, 22 episodi (2016-2018)
- Monarch - La musica è un affare di famiglia (Monarch) – serie TV, episodio 1x01 (2022)
- Washington Black, regia di Wanuri Kahiu, Maurice Marable e Rob Seidenglanz – miniserie TV (2025)